# Конин, Николай Михайлович
Никола́й Миха́йлович Ко́нин (2 марта 1935, Ярославль — 12 сентября 2021, Саратов) — советский и российский правовед. Доктор юридических наук (1980), профессор, декан Факультета правовой службы в народном хозяйстве (1976—1984), проректор по научной работе (1984—1996), заведующий кафедрой административного и муниципального права Саратовской государственной юридической академии (1999—2014), заслуженный деятель науки Российской Федерации (2006), почётный работник высшего профессионального образования Российской Федерации. Один из основоположников (наряду с В. М. Манохиным) саратовской научной школы административного права.

## Биография
Конин Николай Михайлович родился 2 марта 1935 г. в городе Ярославле. Вскоре после его рождения семья переехала в Рыбинск, а после начала Великой Отечественной войны была эвакуирована в Уфу. В 1950 г. Николай Михайлович поступил в Саратовское военно-морское подготовительное училище (г. Энгельс). В 1952 был направлен в Тбилисское Нахимовское военно-морское училище, которое он закончил в 1953 г. и ушёл на действительную военную службу на Балтийский флот. Проходил военную службу на крейсере «Свердлов».
После окончания военной службы, с 1956 г. работал на Уфимском авиационном заводе. В 1957 г. Н. М. Конин поступил в Уфимский филиал Всесоюзного заочного юридического института, а затем перевелся в Саратовский юридический институт на очное отделение. После окончания института в 1961 г. Николай Михайлович Конин работал старшим следователем МВД в Новомосковске (Тульской области). Там же с 1962 г. по 1963 г. избирался депутатом горсовета.
В 1963 г. поступил в аспирантуру Саратовского юридического института по специальности «Административное право». В 1966 г. под руководством В. М. Манохина защитил кандидатскую диссертацию на тему: «Организационно-правовое положение хозяйственных и иных объединений в аппарате государственного управления». В 1964 г. был зачислен ассистентом кафедры административного права СЮИ, с 1 октября 1967 г. старшим преподавателем кафедры административного права СЮИ, 22 декабря 1970 г. избран на должность доцента, а затем и профессора в 1982 г.
В 1980 г. защитил докторскую диссертацию на тему «Организационно-правовые основы государственного управления социалистическим общественным производством».
С 1978 г. по 1984 г. работал в должности декана факультета правовой службы в народном хозяйстве СЮИ (ныне институт юстиции). С 1984 г. по 1996 г. занимал должность проректора по научной работе. С 1999 г. занимал должность заведующего кафедрой административного и муниципального права Саратовской государственной академии права.
Н. М. Конин является одним из основоположников Саратовской школы административистов. Большое место в исследованиях этой школы заняли проблемы организации управления народным хозяйством в условиях СССР, так и в последующее время. Основанием этого направления на кафедре является Н. М. Конин, который защитил как кандидатскую, так и докторскую диссертации по узловым элементам этих проблем.
Всего Н. М. Кониным опубликовано более 80 научных работ. Им подготовлено 10 кандидатов юридических наук. Под его руководством успешно защищена докторская диссертация.
Скончался Н. М. Конин 12 сентября 2021 года.

## Награды

### Государственные награды
- Заслуженный деятель науки Российской Федерации (22 сентября 2006)[2]
- Медаль «Ветеран труда»

### Ведомственные награды
- Почётный работник высшего профессионального образования Российской Федерации

### Региональные награды
- Почетный знак Губернатора Саратовской области «За мужество и героизм» (3 марта 2005)[3]

## Публикации
- Конин Н. М. Основы правовой организации и управления общественным производством. — Саратов, 1966
- Конин Н. М. Хозяйственные и иные объединения в отраслях государственного управления. — Саратов, 1968
- Конин Н. М., Петров М. П. Административное право: Краткий учебник. — М.: НОРМА, 2005—368 с. — (Повторительный курс).
- Конин Н. М. Российское административное право : Общ. часть : Курс лекций / Н. М. Конин; М-во образования Рос. Федерации, Сарат. гос. акад. права. -Саратов : Изд-во Сарат. гос. акад. права, 2001. — 351 с.
- Российское административное право : Сб. нормат. актов / [Сост. Конин Николай Михайлович и др.]; М-во общ. и проф. образования Рос. Федерации, Сарат. гос. акад. права.-Саратов : СГАП, 1998.
- Конин Н. М. Практикум по Российскому административному праву : [Учеб. пособие для студентов юрид. вузов и фак. по спец. 02.11.00 — «Юриспруденция»]/ Н. М. Конин, В. М. Манохин, В. В. Журик; М-во общ. и проф. образования Рос. Федерации, Сарат. гос. акад. права. — Саратов : Изд-во СГАП, 1999. — 160 с.
- Конин. Н. М. Административное право России : Общ. и особ. части : Курс лекций : Учеб. пособие для студентов вузов, обучающихся по направлению 521400 «Юриспруденция» и спец. 021100 «Юриспруденция» / Н. М. Конин. — М. : Юристъ, 2004. — 559 с.
- Конин. Н. М. Административное право России в вопросах и ответах : учебное пособие : [по специальности «Юриспруденция»] / Н. М. Конин; М-во образования и науки Рос. Федерации, Гос. образоват. учреждение высш. проф. образования «Сарат. гос. акад. права». — Саратов : ГУО ВПО «Саратовская государственная академия права», 2004. — 263 с.
- Конин Н. М. Административное право Российской Федерации : учебно-методический комплекс : [для студентов и преподавателей юридических вузов] /Н. М. Конин, В. В. Журик, М. П. Петров; Рос. акад. наук, Сарат. фил. Ин-т гос. и права. -Москва : НОРМА, 2005. — 479 с.
- Конин Н. М. Административное право России : учебник : для студентов вузов, обучающихся по специальности «Юриспруденция» / Н. М. Конин. — Москва :Проспект, 2006. — 447 с.

### Биография
- Конин, Николай Михайлович // Видные учёные-юристы России (Вторая половина XX века). Энциклопедический словарь биографий / ред. В. М. Сырых. — М.: РАП, 2006. — 548 с. — 1500 экз. — ISBN 5-93916-056-5.

### Критика
- Князев С. Д. Конин Н. М. Российское административное право. Общая часть : Курс лекций. Саратов: СГАП, 2001. 352 с.: (Рецензия) // Правоведение : научный журнал. — 2002. — № 5 (244). — С. 254—258.
- Колесников Е. В., Максимов И. В. Колесников А. В. Правовой статус исполнительных органов местного самоуправления / Под ред. Н. М. Конина. — Саратов: Сарат. гос. акад. права, 2004. — 220 с.: (Рецензия) // Правовая политика и правовая жизнь : научный журнал. — 2005. — № 3. — С. 214—217.
- Дугенец А. С. Рецензия на учебник: Административное право России. Под ред. Н. М. Конина, Ю. Н. Старилова. М., 2010. // Административное право и процесс : научный журнал. — 2011. — № 2. — С. 56—57.
- Маторина Е. И., Соколов А. Ю. Административное право России: взгляды, подходы и обоснования в трудах профессора Н. М. Конина // Административное право и процесс : научный журнал. — 2015. — № 3. — С. 7—10.